# Phalangeriformes
Los falageriformes (Phalangeriformes) son un suborden de marsupiales diprotodontos conocidos vulgarmente como pósums, posums o possums. Son marsupiales arborícolas endémicos de Australia, Nueva Guinea y Célebes. Su nombre deriva de su parecido con las zarigüeyas y oposums de América. El nombre viene del algonquino wapathemwa. En Nueva Zelanda, son considerados una plaga, pues al no tener enemigos naturales en las islas, acaban con grandes extensiones de bosques.
Los pósums son marsupiales con pelo de color gris o café, de un tamaño que varía entre 7 (pósum pigmeo) y 50 cm de largo (pósum cola de cepillo y el pósum cola de anillo). Son animales nocturnos y omnívoros. Durante el día, permanecen en sus nidos formados en los troncos huecos de los árboles  salen a buscar comida durante la noche. Ocupan el mismo nicho ecológico que las ardillas del hemisferio norte y son similares en apariencia. Las dos especies más comunes de pósum son los de cola de cepillo y los de cola de anillo, que son también los más grandes.

## Clasificación
El suborden Phalangeriformes se divide en dos superfamilias y seis familias:
Superfamilia Phalangeroidea
- Familia Burramyidae
  - Género Burramys
    - Burramys parvus

  - Género Cercartetus
    - Cercartetus caudatus
    - Cercartetus concinnus
    - Cercartetus lepidus
    - Cercartetus nanus
- Familia Phalangeridae
  - Subfamilia Ailuropinae
    - Género Ailurops
      - Ailurops melanotis
      - Ailurops ursinus

  - Subfamilia Phalangerinae
    - Tribu Phalangerini
      - Género Phalanger
        - Phalanger alexandrae
        - Phalanger carmelitae
        - Phalanger gymnotis
        - Phalanger intercastellanus
        - Phalanger lullulae
        - Phalanger matabiru
        - Phalanger matanim
        - Phalanger mimicus
        - Phalanger orientalis
        - Phalanger ornatus
        - Phalanger rothsschildi
        - Phalanger sericeus
        - Phalanger vestitus

      - Género Spilocuscus
        - Spilocuscus kraemeri
        - Spilocuscus maculatus
        - Spilocuscus papuensis
        - Spilocuscus rufoniger
        - Spilocuscus wilsoni

    - Tribu Trichosurini
      - Género Strigocuscus
        - Strigocuscus celebensis
        - Strigocuscus pelegensis

      - Género Trichosurus
        - Trichosurus arnhemensis
        - Trichosurus caninus
        - Trichosurus cunninghami
        - Trichosurus johnstonii
        - Trichosurus vulpecula

      - Género Wyulda
        - Wyulda squamicaudata

Superfamilia Petauroidea
- Familia Pseudocheiridae
  - Subfamilia Hemibelideinae
    - Género Hemibelideus
      - Hemibelideus lemuroides

    - Género Petauroides
      - Petauroides volans

  - Subfamilia Pseudocheirinae
    - Género Petropseudes
      - Petropseudes dahli

    - Género Pseudocheirus
      - Pseudocheirus peregrinus

    - Género Pseudochirulus
      - Pseudochirulus canescens
      - Pseudochirulus caroli
      - Pseudochirulus canescens
      - Pseudochirulus forbesi
      - Pseudochirulus herbertensis
      - Pseudochirulus larvatus
      - Pseudochirulus mayeri
      - Pseudochirulus schlegeli

  - Subfamilia Pseudochiropsinae
    - Género Pseudochirops
      - Pseudochirops albertisii
      - Pseudochirops archeri
      - Pseudochirops corinnae
      - Pseudochirops coronatus
      - Pseudochirops cupreus
- Familia Petauridae
  - Género Dactylopsila
    - Dactylopsila megalura
    - Dactylopsila palpator
    - Dactylopsila tatei
    - Dactylopsila trivirgata

  - Género Gymnobelideus
    - Gymnobelideus leadbeateri

  - Género Petaurus
    - Petaurus abidi
    - Petaurus australis
    - Petaurus biacensis
    - Petaurus breviceps
    - Petaurus gracilis
    - Petaurus norfolcensis
- Familia Tarsipedidae
  - Género Tarsipes
    - Tarsipes rostratus
- Familia Acrobatidae
  - Género Acrobates
    - Acrobates pygmaeus

  - Género Distoechurus
    - Distoechurus pennatus